# 基多·韋爾尼希
基多·韋爾尼希（德語：Guido Werdnig，1844年6月20日—1919年4月26日）是一名奧地利神經學家。
韋爾尼希和海德堡大學的約翰·霍夫曼是第一個描述韋爾尼希-霍夫曼病的醫生，現在被稱為脊髓性肌肉萎縮症1型。